# 盖特·法劳恩
盖特·法劳恩(阿拉伯语：‎)(1940年9月8日—2017年1月6日)是一位沙特阿拉伯商人。
1940年出生，毕业于哈佛商学院，2017年1月6日在贝鲁特逝世。

## 註記
1. ↑  .   [2017-01-09]. （原始内容存档于2019-03-07）.